# Parque Nacional da Serra do Pardo
O Parque Nacional da Serra do Pardo situa-se nos municípios de Altamira e São Félix do Xingu, no estado brasileiro do Pará. É administrado pelo Instituto Chico Mendes de Conservação da Biodiversidade (ICMBio).

## Objetivos
Preservar ecossistemas naturais, possibilitando a realização de pesquisas científicas e o desenvolvimento de atividades de educação e interpretação ambiental, de recreação em contato com a natureza e de turismo ecológico.

## História
O parque foi usado para extração de borracha até a crise da borracha na década de 1950, depois foi ocupado por grileiros que extraíam madeira,  depois foi usado para pastagem de gado.  A região foi palco de muito desmatamento e muitos conflitos fundiários.  No entanto, o parque ainda mantém cerca de 95% de sua vegetação natural. 
O Parque Nacional da Serra do Pardo foi criado por decreto em 17 de fevereiro de 2005.  É administrado pelo Instituto Chico Mendes de Conservação da Biodiversidade .  Com a criação do parque, as fazendas foram desapropriadas e o gado retirado em operação conjunta do ICMBio, do Instituto Brasileiro do Meio Ambiente e dos Recursos Naturais Renováveis e da Polícia Federal.  O parque é apoiado pelo Programa de Áreas Protegidas da Amazônia.  O conselho consultivo foi criado em 26 de dezembro de 2012 e ' plano de manejo foi aprovado em 23 de dezembro de 2015. 

## Ambiente
O parque está no bioma amazônico e contém floresta submontana aberta, floresta submontana densa e campos de cerrado . Possui grande beleza cênica com montanhas, rios e diferentes tipos de vegetação. O parque fica na região do interflúvio entre os rios Xingu e Tapajós, portanto pode ter espécies endêmicas. As aves incluem o ameaçado jacupiranga (Penelope pileata), a arara-azul (Anodorhynchus hyacinthinus) e o rabo-de-garganta-castanha (Synallaxis cherriei).  As espécies protegidas no parque incluem a onça-pintada (Panthera onca ) e a ariranha (Pteronura brasiliensis). 

## Aspectos culturais e históricos
O Parque Nacional da Serra do Pardo, criado através do decreto de 17 de fevereiro de 2005, conta com uma área de 445.392 hectares. A área possui elementos naturais importantes como montanhas, diferentes tipos de vegetação, presença de rios, entre outros. Esta categoria de unidade de conservação permite abrir a área para visitação pública, apresentando potencial para desenvolvimento de atividades ligadas ao turismo. Tais atividades podem beneficiar diretamente a comunidade local através da geração de empregos e, indiretamente, por meio do desenvolvimento do comércio e da infra-estrutura local. Entretanto, como em outras regiões, existem fazendas ilegais na área do Parque, onde a disputa por terra está em curso atualmente. Para que seus recursos naturais sejam conservados, deve-se contar com um eficiente sistema de monitoramento e fiscalização do Parque, impedindo novas ocupações e desmatamento.